# 環状星雲
環状星雲（Ring Nebula 、M57、NGC 6720）はこと座にある惑星状星雲である。地球からの距離は約2600光年。リング状の特徴的な姿をしており、惑星状星雲の中では最も有名な天体の一つで、「リング星雲」「ドーナツ星雲」の別名がある。惑星状星雲としては亜鈴状星雲 (M27) に次いで発見された。

## 特徴
星雲の中心にはWD 1851+329と呼ばれる白色矮星あるいは惑星状星雲中心星が存在する。この星から数千年前に放出されたガスが白色矮星からの紫外線を受けて蛍光灯のように輝いている。リング部分の青い色はヘリウム、緑色は酸素、赤色は窒素の輝線スペクトルである。
小口径の望遠鏡でも見ることができる。口径5 cmの望遠鏡でリング状になっていることは確認できる。口径8 cmの望遠鏡では楕円形になっていることがわかり、15 cmでとがっている先がすこし暗くなっていることがわかり、20 cmでさらに輪郭が明らかになってくる。中心星（15等級）を見るには最低でも口径30 cmの望遠鏡を必要とする。カラー撮影するとリングの内と外で異なった色をしていることが分かる。

## 観測史
環状星雲は、彗星探索中のシャルル・メシエによって1779年1月31日に発見された。これは、先だってこと座の領域に発見した彗星C/1779 A1の観測を継続している際のことであった。メシエは「γとβの間にある光の集団。1779年の彗星の追跡中に発見した。形はまるく非常に微かな星から構成されているに違いない。しかし、最も良い望遠鏡でもこれらの星をはっきりさせることはできなかったため、ただの推測に過ぎない。」と記している。同年2月半ばにメシエの彗星発見の報を新聞で知ったフランスの天文学者アントワーヌ・ダルキエ・ド・ペルポワ（英語: Antoine Darquier de Pellepoix）は、口径約3インチの望遠鏡で彗星を追観測していた際に偶然に発見し「大きさは木星ほどで、惑星をうすめたような感じで、ぼんやりしているが輪郭ははっきりしている」と記している。以上のように、メシエもダルキエもリング状の形状を確認するには至らなかった。
ウィリアム・ハーシェルは「穴の開いた星雲で、中心部に暗い星があり、おそらく星からできたリングであろう。楕円形で長短軸の比は83:100。この光は分解される性質のもので（すなわち、まだらで）、北側には3個の非常に微かな星、そして南の部分は1～2個の星が見られる」とした。ジョン・ハーシェルは「環の内部は、微かではあるが星雲状の光で満たされており、タガの上にガーゼを貼った感じがする」とした。ロバート・ポールは「たばこの煙でできた環のようだ。中に穴のある星雲」とした。ロス卿は「とくに短軸方向は分解されそうな気配を示し、そこに隙間があり、空間に入り込む枝状のもので破損しているように見える」とした。
星雲の中心星は、1800年にドイツの天文学者フリードリッヒ・フォン・ハーンにより発見された。ハーンはメクレンブルクの私設天文台の焦点距離20フィートの反射望遠鏡を用いて発見したとされる。

## ギャラリー

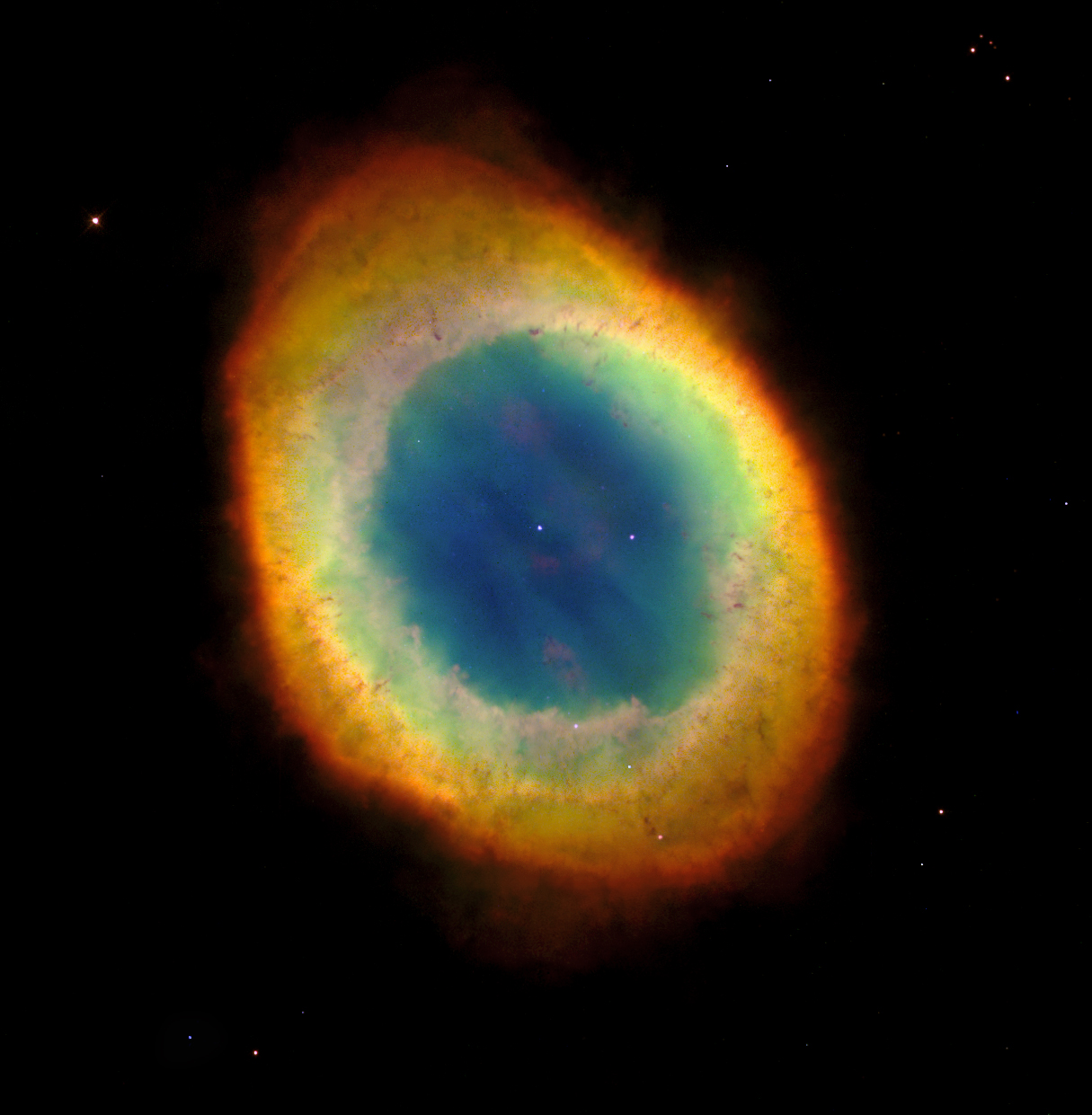
ハッブル宇宙望遠鏡が撮影した環状星雲
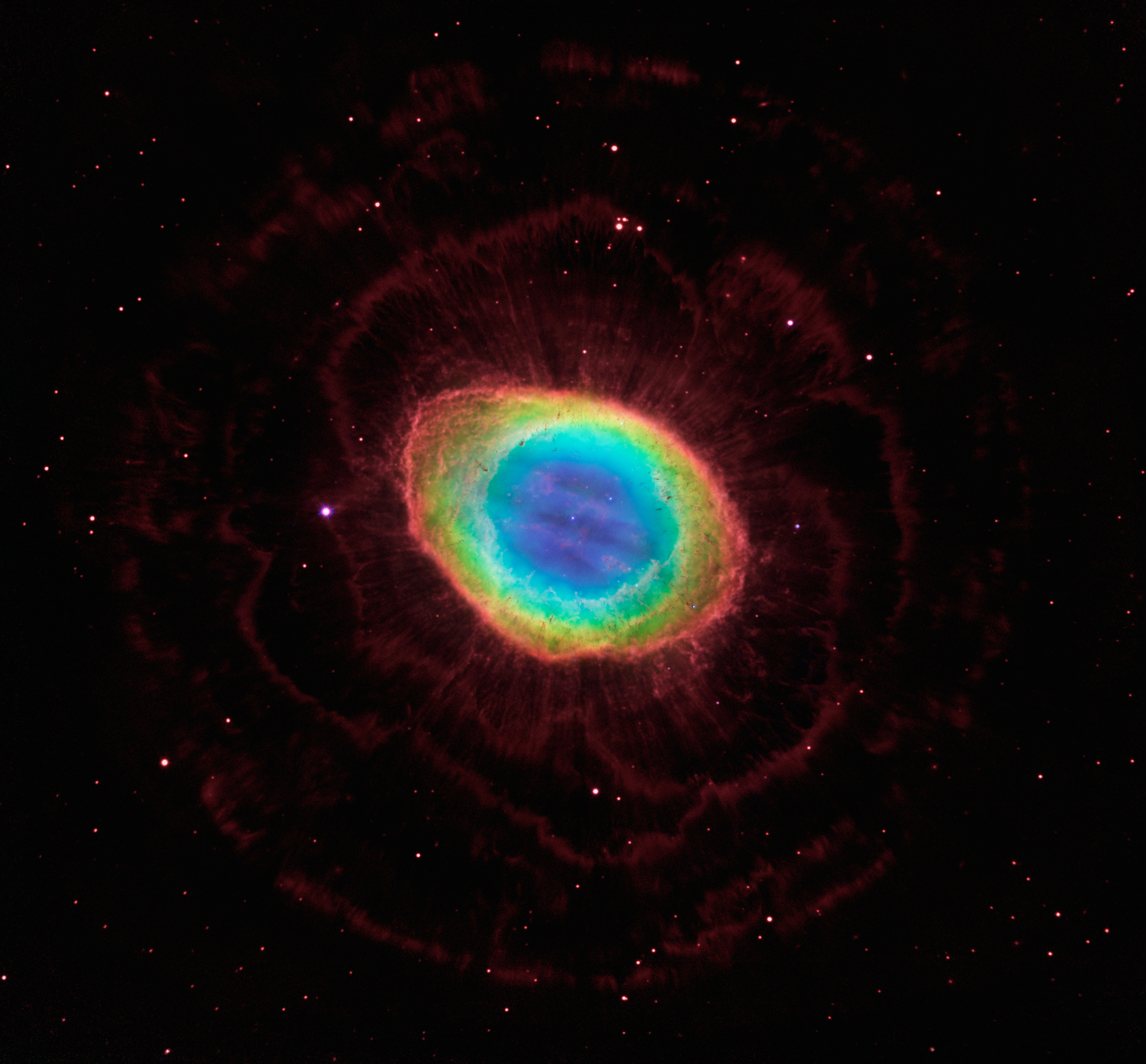
ハッブルとLBTを合成した画像。星雲の周りの乱れた空間が見て取れる。